# Пелопидов мир
Пелопидов мир — мирный договор, заключённый во время Беотийской войны, но не вступивший в силу. Назван по имени фиванского посла Пелопида.
В 367 году до н. э. фиванцы решили при помощи персов добиться гегемонии в Греции, то есть они хотели добиться её так же, как спартанцы добились её в результате Анталкидова мира — путём заключения мирного договора, ответственными за исполнение которого будут Фивы. Они отправили послов к персидскому царю Артаксерксу II и позвали также своих союзников — аркадян и элейцев. Афиняне, узнав об этом, отправили своих послов. В ходе переговоров фиванский посол Пелопид смог добиться от царя согласия на независимость всех греческих государств, подтверждения независимости Мессении и требования о запрете афинянам иметь флот.
На конференции в Фивах фиванцы показали грамоту с царской печатью и потребовали от послов союзных государств клятв, что они будут исполнять эти условия. Однако аркадяне отказались и демонстративно покинули заседание. Тогда фиванцы отправили послов во все крупные города с требованием принять эти условия, но сначала им отказали в Коринфе, а затем и в других городах.